# Station Diepenveen West
Station Diepenveen West (Dp) is een voormalig treinstation aan de Staatslijn A. Het station was geopend van 1 oktober 1866 tot 15 mei 1936 en vervolgens van 1 juni 1940 tot 5 januari 1941. Het station van Diepenveen lag tussen de huidige stations van Deventer en Olst. Het stationsgebouw uit 1900 is in 1970 gesloopt. Het dorp Diepenveen had nog een treinstation, namelijk Station Diepenveen Oost.